# Flota cartaginesa
Conocemos la flota cartaginesa por representaciones en monedas o estelas, y por las descripciones de Polibio que cuenta que el principal navío de combate púnico era el quinquerreme, o nave con cinco órdenes de remeros. Esta fue la nave que los romanos copiaron para construir las suyas. Polibio narra en su Historia que en 256 a. C. Cartago alineó una flota de 350 naves, pero nada quedó de ella tras las guerras púnicas y la caída de Cartago el 146 a. C. 
El auténtico poder de Cartago se encontraba en el mar: La marina púnica era la más potente del mundo conocido.

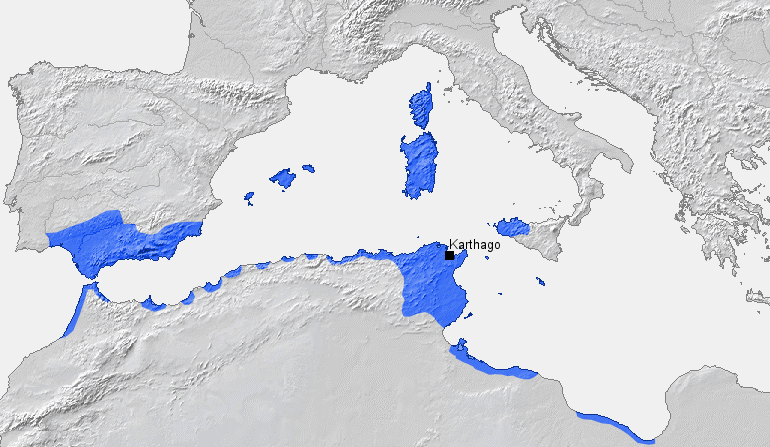
Imperio marítimo cartaginés.

## Flota mercante
Los fenicios utilizaron una nave de amplia capacidad de carga equipada para fines comerciales que podía desplazar más de cien toneladas, el gaulo (del griego gaulós): eslora de 20 a 30 m, manga de 6 o 7 m, y calado de 1,5 m aproximadamente. La popa era redondeada y culminaba con un friso de cola de pescado. La proa acababa en el aplustro, un friso que representaba la cabeza de un caballo. En el casco se pintaban dos ojos, que tenían que permitir al barco ver la ruta y causar terror al enemigo en caso de combate. 

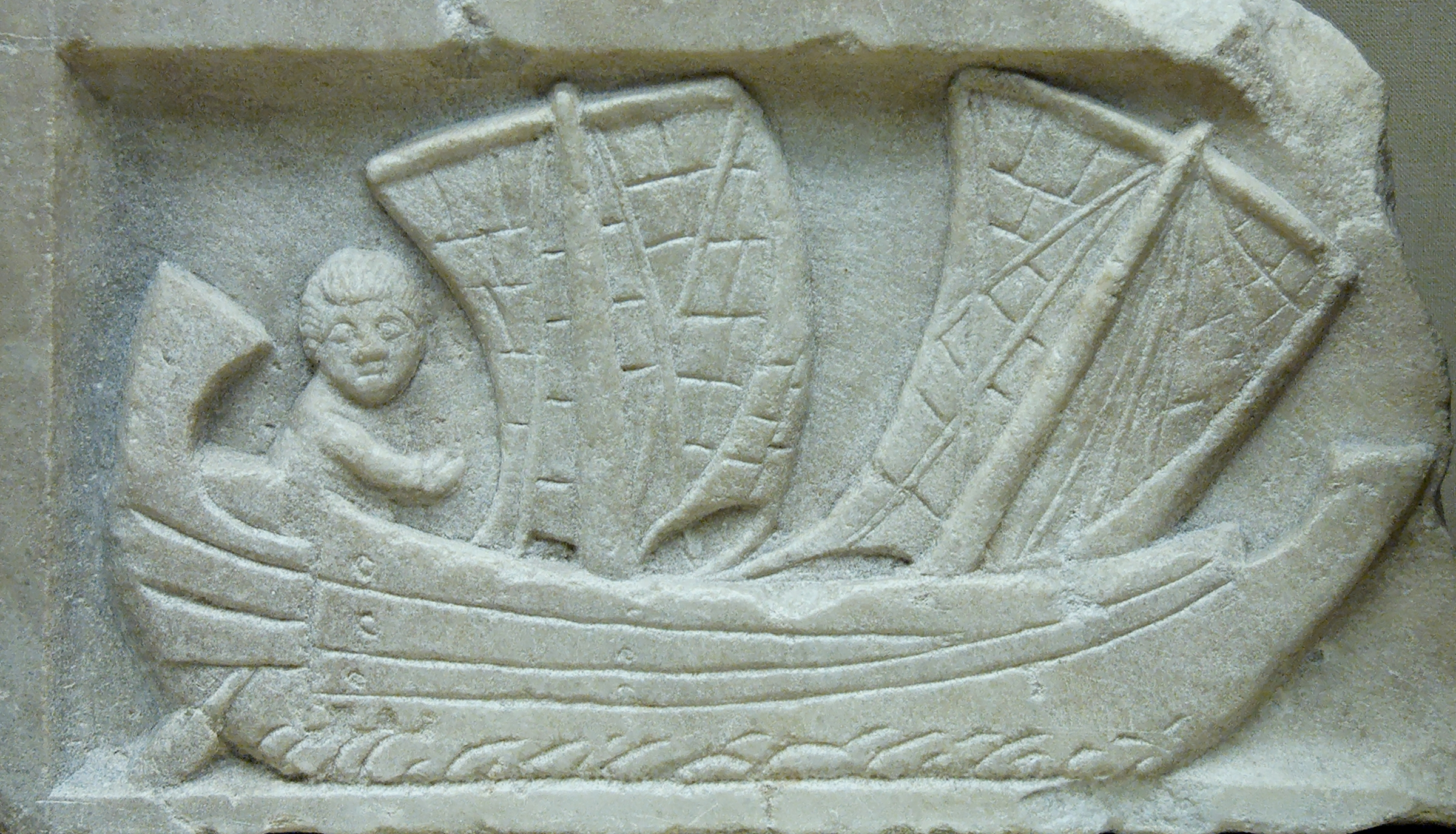
Corbita, pequeña barca de dos mástiles. Relieve del 200 a. C., Cartago.

Llevaban un mástil que sostenía una vela rectangular, y el timón era un remo con palas asimétricas muy amplias, que se sujetaba en el lado izquierdo de la popa. En el puente cerca de popa estaba el castillo, donde se guardaban los aparejos y la cocina de a bordo. La tripulación constaba de unos veinte hombres, puesto que la navegación de vela no requería un número mayor de marineros. 
Estos barcos podían navegar hasta 100 millas por día: la media mercante estaba en torno a los 6 nudos y la diaria entre 68 y 82 millas (Heródoto IV 86; Tucídides II 97; III 3; VI 1).

### Embarcaciones menores
Junto a los barcos comerciales y de guerra había otros, como los botes utilizados para recorridos de pequeño cabotaje o las barcas de pesca. La forma del casco y sus medidas eran semejantes a las de los barcos mercantes. La popa era redondeada y la proa aguda, llevando encima una viga. La propulsión dependía tanto de las velas, con un pequeño palo, como de los remos, y se gobernaba con un timón situado a la izquierda de la popa.

## Flota de guerra

### Quinquerreme
En 1971 se descubrió el casco de una nave púnica en Lilibea: la quilla es de arce, las cuadernas de roble y las planchas de pino. La obra viva (parte de la nave que queda sumergida) estaba forrada con plomo para evitar la putrefacción de la madera. Las cuadernas llevan grabada la marca del constructor, prueba de que las naves se hacían en grandes cantidades, prefabricadas y ensambladas después en astilleros, lo que permitía construirlas en un tiempo muy breve. 
El poderoso quinquerreme constituía la espina dorsal de la marina cartaginesa. Contaba con una tripulación de 420 hombres: 120 soldados que colocaban sus escudos en las bordas, y 300 marineros de los que 270 eran remeros que se disponían en tres órdenes: 2 remeros en el orden superior, dos en el medio y uno en el inferior.
Esta embarcación era más delgada que las de la flota comercial, tenía una manga de una séptima parte de la eslora. Mientras la popa era semejante a la de los barcos comerciales, la proa era un arma ofensiva durante los combates, por lo que llevaba un espolón reforzado con bronce representando diversas figuras, que se utilizaba para destrozar los costados de los barcos adversarios. A los lados de la proa estaban pintados los ojos, encima de los cuales había unos orificios por los que pasaban las cadenas o cuerdas de las anclas. En el puente, cerca de la proa estaba el castillo que protegía a los arqueros y las catapultas durante los enfrentamientos; a popa se alzaba un entoldado de cuero y dos grandes remos que servían de timones. Un mástil retráctil podía alzarse en el centro del barco para colgar una vela cuadrada, y otro ubicado en la proa llevaba una pequeña vela que permitía gobernar el barco incluso con vientos transversales, pero durante los combates no se utilizaba: los barcos se desarbolaban, y para poder moverse más rápidamente la propulsión quedaba confiada a los remeros. Estos se colocaban en el interior del casco a lo largo de los costados, y empuñaban los remos que salían por los orificios practicados bajo la borda.

### Pentecóntera
Era el barco más antiguo, rápido, ágil, de 25 m de longitud y con cincuenta remeros situados en dos niveles, además del capitán, el segundo, el piloto y otros diez marineros de cubierta. El ritmo de los remeros lo marcaba un flautista llamado diere. La pentecóntera desapareció a finales del siglo VI a. C. y se sustituyó por el trirreme.

### Trirreme

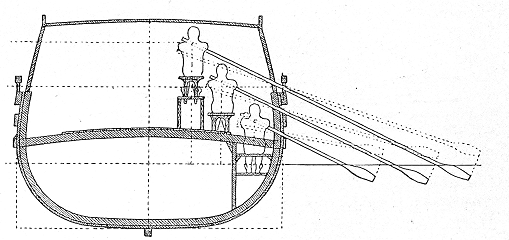
Trirreme.

Diseñada por los fenicios, se generalizó en el Mediterráneo entre los siglos VII y IV a. C. Era un barco de 36 m de eslora, y llevaba una tripulación de unos 180 hombres: 170 remeros, ocho o diez para manejar velamen, y un grupo de soldados. Al estar los remeros colocados en tres alturas, se triplicaba la fuerza sin ampliar la longitud del barco y sin que se estorbasen unos a otros. 
A partir del siglo IV a. C., en los astilleros de Cartago se transforma en la tetrera, que dispone cuatro remeros para cada remo en un mismo banco, de ahí el nombre. Tanto la tetrera como la pentera que le sucedió tenían una longitud de 40 m y una anchura de 6 m, con un calado no superior a los 2 m. La máxima velocidad posible era de cinco y de seis nudos, aunque la de crucero era de dos a tres nudos. La tripulación era de 240 y de 300 hombres, respectivamente, manejando los treinta remos por lado, además de los marineros destinados a las velas.

## Técnicas de combate
Durante las guerras con Roma, Cartago disponía de varias escuadras de doce barcos y podía formar flotas de ciento veinte barcos, así como, en casos especiales, de más de trescientos.
Al avistar al enemigo se amainaban las velas y se quitaba el mástil: el enfrentamiento se efectuaba a fuerza de remos, para poder manejar el barco con mayor facilidad. Las tripulaciones estaban constituidas exclusivamente por ciudadanos cartagineses, a diferencia del ejército que se nutría de mercenarios. 

### Diekplous
Era una táctica que consistía en una salida simultánea y veloz de toda la Armada dispuesta en línea para atravesar la adversaria entre barco y barco, dar un rápido giro y atacar con el espolón la popa de los barcos enemigos. 

### Periplous
Consistía en colocarse al lado del barco enemigo y atravesar su costado de un golpe con el espolón.

## Construcción naval
El descubrimiento de dos barcos del siglo III a. C. hundidos cerca de Marsala, que parecen ser barcos auxiliares, ya que son pequeños (30 m) y no llevan espolón, ha permitido estudiar la técnica de construcción naval. Ambos barcos estaban construidos con piezas de madera prefabricadas separadamente y montadas después, lo que se ha deducido por la presencia de marcas para guía de los carpinteros. 
La estructura de estos barcos era bastante parecida a las barcas de pesca de los países mediterráneos de la actualidad: una tablazón compuesta por un conjunto de tablas colocadas a cuchillo o parcialmente superpuestas, sujeta por el interior por las ordenadas, un esqueleto de vigas ortogonales a la quilla. Se colocaba un recubrimiento externo de planchas de plomo embreadas.

## Navegación
Se navegaba costeando el litoral a ser posible de día y acampando en las playas para pasar la noche; en caso de necesidad, durante la noche se utilizaban tablas de distancia además de guiarse por las estrellas: la estrella polar era llamada Estrella Fenicia. También usaban palomas mensajeras para ayudarse en caso de niebla. Para proteger la flota de las mareas y tormentas, construyeron puertos y crearon un sistema de rompeolas. El puerto de Cartago era una maravilla de la técnica, resguardado al abrigo de la bahía y dividido en dos partes por un canal (puerto civil y puerto militar); daba cobijo a unas 400 naves.